# Atalja (Uttini)
Atalja (Athalie) är en tragedi i fem akter med libretto av Johan Murberg efter Jean Racines Athalie och musiken till körerna är skrivna av Francesco Antonio Uttini. Tragedin uruppförandes den 18 mars 1776 på Stora Bollhuset i Stockholm. Den framfördes totalt 16 gånger på Stora Bollhuset mellan 1776 och 1788. Den framfördes den 23 november 1792 på Gustavianska operahuset. Den framfördes tre gånger på Arsenalsteatern år 1807-1808.

## Roller
| Roller                                                                                  | Stämma | Premiärbesättning den 18 mars 1776 (Dirigent: ) |
| --------------------------------------------------------------------------------------- | ------ | --- |
| Joash, kung i Juda                                                                      | -      | Elisabeth Olin |
| Atalja, Jorams enka, Joas farmor                                                        | -      | Betty Olin |
| Joad eller Jo Jada, överstepräst                                                        | -      | Carl Stenborg |
| Josabet, Joas faster, översteprestens hustru                                            | -      | Hedvig Falk |
| Zacharias, son till Joads och Josabets                                                  | -      | Charlotta Eckerman |
| Salomith, syster till Zacharias                                                         | -      | Ulrica Rosenlund |
| Avner, härhövitsman hos Judas kungar                                                    | -      | Carlo Uttini |
| Azarias, huvudman för Leviterne                                                         | -      | Diedrich Tellerstedt |
| Ismael, levit                                                                           | -      | Johan Filip Lising |
| Tre huvudmän för leviterna                                                              | -      | Hans Björkman, Nils Magnus Annerstedt och Christopher Christian Karsten. |
| Mathan, en avfallen levit, Balls offerpräst                                             | -      | Anders Nordén |
| Nabal, Mathans förtrogne                                                                | -      | Edberg |
| Agar, en av Ataljas hovdamer                                                            | -      | M. E. Bergsten |
| Soloröster                                                                              |        | Lovisa Augusti, Malmberg, Hans Björkman och Christopher Christian Karsten. |
| Präster och leviter, Ataljas hovfolk, Joas amma, kör av unga flickor av levis ätt (kör) |        | Beata Ingman, Gemell, Molitor, Adriana Malmberg, Ekenberg, Ingman den yngre, Stenia, Lindblom, Lensberg, Bonne, Dyk, Villeneuve, Wickbom, Werring, Edman, Torsk, Kröger, Kiellström, Westerberg, Bonne, Gråberg, Schultz, Sundberg, P. Lindblom, J. Lindblom, Bonne den yngre, Dillstedt och Wiksten. |